# فوتبال در بازی‌های آسیایی ۱۹۶۶
مسابقات فوتبال در بازی‌های آسیایی ۱۹۶۶ از تاریخ ۱۰ تا ۲۰ دسامبر ۱۹۶۶ در شهر بانکوک تایلند برگزار شده است.

## جدول مدال‌ها
| رتبه  | کشور          | طلا | نقره | برنز | مجموع |
| ۱     | میانمار (BIR) | ۱   | ۰    | ۰    | ۱     |
| ۲     | ایران (IRN)   | ۰   | ۱    | ۰    | ۱     |
| ۳     | ژاپن (JPN)    | ۰   | ۰    | ۱    | ۱     |
| مجموع | مجموع         | ۱   | ۱    | ۱    | ۳     |